# Лебрен, Альбер
Альбе́р Франсуа́ Лебре́н (фр. Albert François Lebrun; 29 августа 1871, Мерси-ле-О, департамент Мёрт и Мозель, Третья Республика — 6 марта 1950, Париж, Четвертая Республика) — французский политик, 15-й президент Франции, последний в период Третьей республики (1932—1940).

## Биография
Подобно своим предшественникам Г. Думергу и П. Думеру, Лебрен был избран на пост президента республики с должности председателя Сената Франции. До этого он уже более 30 лет присутствовал во французской политике, хотя и на второстепенных ролях: горный инженер Лебрен начал политическую карьеру в 1900 году депутатом от Левой республиканской партии (самый молодой во Франции — 29 лет), затем был министром колоний. В годы Первой мировой войны был на фронте, имел офицерское звание и участвовал в битве под Верденом, а после войны стал министром «освобождённых территорий» (Эльзаса и своей родной Лотарингии) и сенатором.

## Президентство
На первые годы президентства Лебрена пришёлся подъем нацизма, приход к власти Гитлера и ремилитаризация Германии. Одновременно в самой Франции происходил рост, с одной стороны, национализма, с другой стороны — влияния левых партий. Европа быстро двигалась к новой войне. С этими разрушительными тенденциями правительства, бывшие у власти при Лебрене (включая правительство национального единства экс-президента Думерга в 1934 году и кабинеты Эдуара Даладье), не смогли справиться, проводя политику умиротворения агрессора.
С другой стороны, лично президент в рамках конституции Третьей республики имел весьма ограниченные полномочия, и ответственными за неудачи внешней и внутренней политики в это время были прежде всего главы правительств. С задачей консолидации деятельности партий Лебрен управлялся, имел среди политиков разной ориентации большой авторитет, и 5 апреля 1939 года был переизбран Национальным собранием на второй срок. Это был второй и последний случай в истории Третьей республики — первым президентом, повторно получившим мандат, был Жюль Греви 28 декабря 1885 года. Как и в случае с Греви, второй срок Лебрена продлился только год. 3 сентября 1939 года Франция вступила во Вторую мировую войну, а в июне 1940 года была совершенно разгромлена Третьим рейхом.
16 июня 1940 года Лебрен под давлением общественности и после отставки Рейно назначил председателем правительства маршала Петена, хотя сам выступал против перемирия, впоследствии заключённого Петеном. Убеждал Петена воздерживаться от сближения с Пьером Лавалем. 10 июля 1940 года Национальное собрание, созванное в Виши, провозгласило передачу власти Петену, что означало де-факто конец Третьей республики и установление коллаборационистского режима Виши. 11 июля Конституционным актом номер 1 за подписью Петена должность президента Франции была упразднена.

## Во время оккупации
Лебрен не признал своего низложения и не объявлял отставки. Однако он не предпринимал никаких попыток восстановить легитимность своей власти в колониях или учредить правительство в изгнании; и то, и другое сделал при поддержке союзников генерал де Голль, никак преемственно с властью Третьей республики не связанный. Лебрен же предпочёл не покидать страну и поселился как частное лицо на юге Франции, в Визие, в зоне итальянской оккупации, где фактически пребывал под домашним арестом.
В 1942 году с Лебреном связались представители  французского Сопротивления в Алжире, предложившие ему сотрудничество, однако Лебрен от него отказался. В 1943 году в процессе вывода итальянских войск ему было предложено выехать из Франции, однако Лебрен вновь отказался. 27 августа 1943 года он был арестован немцами и перевезён в Тироль, где вновь содержался под домашним арестом. В октябре 1943 года здоровье Лебрена ухудшилось, и он получил у немцев разрешение вернуться в Визий, но и там жил под наблюдением.

## Освобождение Франции
После освобождения Франции в 1944 году Лебрен (чей второй президентский срок де-юре истекал только в 1946 году) встретился с де Голлем и 9 августа признал его временным главой государства и своим законным преемником. В дальнейшем Лебрен как пенсионер жил в Париже, где и скончался 6 марта 1950 года.